# 贯屯乡
贯屯乡是中国陕西省延安市宝塔区下辖的一个乡。

## 行政区划
贯屯乡下辖以下行政区：
贯屯村、云山寺村、白家砭村、泉岔河村、榆树坪村、龙湾村、史家洼村、陈家砭村、韩家沟村、宋家沟村、鲁屯村、石家沟村、石家砭村、张寺沟村、关路坡村